# Jacob Herzfeld (Chemiker)
Jacob Herzfeld (geb. 17. Juni 1859 in Mülheim (Köln); gest. 1. August 1906 in Fürth (Bayern)) war ein deutscher Chemiker.

## Leben
Herzfeld studierte an der Technischen Hochschule Charlottenburg und an der Berliner Universität und wurde 1886 an letzterer promoviert.
1885 wurde er Lehrer für Färberei an der Höheren Webeschule zu Mülheim am Rhein und 1892 Rektor ebendort. Herzfeld verfasste mehrere Publikationen zur Färbetechnik von Stoffen und Garnen und war Mitbegründer der Färber-Zeitung. Zeitschrift für Färberei, Zeugdruck und den gesammten Farbenverbrauch.
Im Jahr 1895 zog er nach Köln, wo er Mitglied einer chemischen Fabrik wurde. Seit 1900 lebte er in Fürth und beschäftigt sich mit wissenschaftlicher Forschung.
Herzfeld starb 1906 an einem Herzinfarkt. Er wurde auf dem Alten Jüdischen Friedhof in Fürth beigesetzt.

## Publikationen
- Mikroskopische Untersuchung der Textilstoffe, Berlin 1885
- Bleichmittel, Beizen und Farbstoffe, Berlin 1889, zweite Auflage 1900
- Bleicherei der Garne und Gewebe, Berlin 1891, zweite Auflage 1903
- Praktisches Handbuch des Zeugdrucks (mit Dr. Lauber), Leipzig 1892
- Praxis der Färberei, Berlin 1893
- Die Dampfwäscherei, Berlin 1894
- Moderne Baumwollstückbleicherei, Frankfurt am Main 1895
- Technische Prüfung der Garne und Gewebe, Wien 1896
- Chemie der Seltenen Erden, Berlin 1900 (eingeschränkte Vorschau in der Google-Buchsuche)